# Градина код Пала
Градина Павловића се налази на каменом узвишењу, облика купе у близини извора Паљанске Миљацке у Горњим Палама. Утврђење Градина је највјероватније постојало као управни центар за подручје паљанског поља, а можда и ширег подручја властелинске породице Павловића.
Феудални посјед Павловића, који су спадали у ред најкрупнијег босанског племства, протезао се од Врхбосне (данашње Сарајево) на западу до Добруна на истоку. Родоначелник династије Павловића је Павле Раденовић. На простору паљанске општине се одвијала трговина са Дубровником, прво у граду Борач на Прачи гдје су Павловићи издавали повеље, касније у новосаграђеном граду Павловац на лијевој обали Праче.
Градина је подигнута прије XIV вијека, а појавом барута је додатно појачана и осигурана. Народ ово утврђење приписује проклетој Јерини. Задатак градине је био да осигура проток трговачких каравана између Врхбосне и Павловца и да пружи заштиту угроженом становништву околних села.
Утврђење се налази на надморској висини 1.048 m, на каменом узвишењу. Градитељу није било тешко обезбиједити камен и воду за изградњу, јер је извор ријеке Миљацке био у близини, док је камен преношен са сјеверног (доњег) дијела литице. Као везиво је кориштен пијесак са кречом, што се и данас може видјети на остацима Градине. Кровови кула били су од дрвета. На Градини су пронађени остаци цигле и праисторијског иловастог посуђа, па се може закључити да су ово мјесто користили праисторијски људи и Римљани.
Градина се састојала из доњег и горњег града. Доњи дио града су чинили ограђени обори који су служили као вртови, шеталишта, али и као одбрана од првог налета освајача. Зидови су били дебели између 0,70 и 1,10 m, а са југозападне стране их је штитила четвртаста кула.
Горњи дио града се састојао од двије одбрамбене куле и просторија за становање. Са јужне стране се налазила велика кула чији су зидови били далеко јачи од осталих и са које се контролисао улаз у Градину. Кула се спајала са осталим дијелом града само једним зидом којим се могло прећи у град и у ком је била улазна капија.
У самој основи Градине, на терену су видљиви остаци зидова, што говори да је Градина имала низ просторија за различите потребе. Кроз капију се улазило у мање двориште чији лијеви зид и данас стрчи у висину 8 метара. На њему су поднице првог спрата, а са спољне стране два подрумска прозора, који су давали мало свјетла. У врху града се налазила округла кула, пречника 4,50 метара, која је служила за становање и извиђање. Дебљина зидова је била између 1,10 и 1,40 метара, док је капијска кула имала дебљину унутрашњих зидова 2 m, а спољних зидова окренутих непријатељу 3 m.
Утврђење је било неприступачно за освајаче и прилаз му је био могућ једино са јужне стране. До улаза у утврђење је водио пут испод камене литице са сјевера према југоистоку. Остаци пута су и данас видљиви са јужне стране према каменолому, али се губе у густој шикари жбуња.
Град је имао своју цистерну, а вода је била доведена са врела које се налазило у врху села са јужне стране, удаљеног 300 m.
За пад Градине под турску власт између 1450. и 1463. године, је везана једна легенда. Турци неколико дана нису могли прићи Градини, која се успјешно бранила, а онда су једну ноћ запалили на хиљаде бакљи у пољу испод Градине. Видјевши колико се Турака сјатило у паљанком пољу браниоци су отворили капију и предали се Турцима. Турци се дуго нису служили овим градом јер су своје границе помјерили даље на запад па су град срушили.
У близини града се налази десетак стећака, окренутих у правцу исток-запад (православна гробља). Некрополе у себи крију остатке некадашње властеле, која ја владала градом и околином.
Падом Босне под турску власт 1463. године област Павловића подијељена је у 11 нахија, а цијело подручје Турци су, према имену ранијих господара Павловића назвали Вилајет Павли.